# Marigny-les-Usages
Marigny-les-Usages – miejscowość i gmina we Francji, w Regionie Centralnym, w departamencie Loiret.
Według danych na rok 1990 gminę zamieszkiwało 998 osób, a gęstość zaludnienia wynosiła 103 osoby/km² (wśród 1842 gmin Centre, Marigny-les-Usages plasuje się na 397. miejscu pod względem liczby ludności, natomiast pod względem powierzchni na miejscu 1161.).